# Мікаел Варандян
Мікаель Варандян при народженні Мікаель Оганесян (вірм. Միքայել Վարանդյան), (1870, за іншими відомостями народився у 1874 році, або «між 1872 та 1874 роками» — пом. 27 квітня 1934, Марсель, Франція) — історик, журналіст, один з ідеологів партії «Дашнакцутюн», член Всеросійських установчих зборів.

## Біографія
Виходець із селян. Народився в селі Кятук (Шушинський повіт Єлизаветпольської губернії, в історичній області Варанда у Нагорному Карабасі. Пізніше взяв собі псевдонім Варандян за її назвою. Випускник Шушинського реального училища. Потім закінчив Тифліську вчительську семінарію. Почав писати у віці 18 років. Його есеї були опубліковані в журналах «Mourj» (Молот) й «Meshag» (Сапа, або Мотика) і були підписані псевдонімом Его. Служив вчителем семінарії в Тифлісі.
За допомогою одного зі своїх тифліських родичів продовжив навчання, вступивши до Женевського університету. Слухав лекції в Берлінському і Паризькому університетах.
Варандян писав редакційні статті, набирав чужі статті. У 1897 році закінчив Женевський університет.

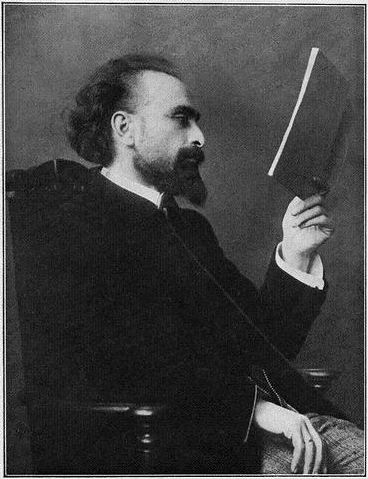
Мікаель Варандян

Надав значну допомогу виданню газети «Про Арменіа», що агітувала в Європі на користь розв'язання Вірменського питання. Варандян був глибоко вражений геноцидом, здійсненим оттомансько-турецькою владою. В результаті він виїхав з Женеви в Тифліс, де невдовзі став редактором газети «Горизонт», працював також в редакції «Вперед». Пізніше він повернувся до Європи і працював у Вірменській національній асамблеї Погуса Нубара аж до незалежності Вірменії.
Обрано членом Парламенту Вірменії (1918–1920). Призначено на посаду посла Вірменії в Римі.
Після окупації більшовиками Вірменії знаходився в еміграції.
До 1924 року він поступово почав усуватися від політики. Проте, перебуваючи у важкому психологічному стані, продовжував писати. Душевний стан Мікаеля істотно погіршився після того, як його близький друг, Аветис Агаронян, переніс на очах у Варданяна інсульт під час читання лекції. Незабаром після цього, 22 квітня 1934 року Варандян помер.

## Твори

### Вірменською мовою
- «Передісторія вірменських рухів»,
- «Пробудження Батьківщини»
- «Наше Правило».

### Французькою мовою
- L'Armenie et la question armenienne. Ed. [Editeur inconnu], 1917 (фр.) (Вірменія та Вірменське питання)
- Le Conflit armeno-georgien et la guerre du Caucase Ed. [Editeur inconnu], 1919 (фр.)
- «Вірменсько-грузинський конфлікт і Кавказька війна» (фр.)